# Site de hauteur de Varrinchâtel
```

```

Le site de hauteur de Varrinchâtel, qui se situe sur les communes de Saint-Benoît-la-Chipotte et d’Étival-Clairefontaine (Vosges), fait partie des nombreux sites de hauteur fortifiés du bassin de Saint-Dié-des-Vosges. 

## Description
Ce plateau de hauteur, de 2 hectares, fortifié à l’aide d’un double rempart culmine à 516 mètres d’altitude. Le rempart de sommet est constitué d’une butte de terre et de blocs de grès d’une hauteur conservée de 0,50 à 1 mètre. La seconde enceinte se situerait 30 mètres en contrebas de la première, sur une terrasse périphérique, et serait constituée de pierre et de terre également. Des fragments de meules plates en rhyolite, qui proviendraient des Fossottes à La Salle, découvertes sous le rempart sommital, et une datation radiocarbone d’une couche d’incendie située sous le rempart font remonter l’occupation du site à la fin du premier âge du fer et plus précisément au Hallstatt D2-D3. 

## Découvertes
La découverte, en prospection pédestre, de nombreux tessons de céramiques attribués au Hallstatt, à la Tène D, ainsi qu’à la période gallo-romaine, prouvent une occupation intense ou du moins une fréquentation de ce site aux différentes périodes évoquées.

## Toponymie
Le Varrinchâtel est connu également sous le nom de « Woirinchâtel »,  « Rainchâtel » ou encore  « Cheval du Mont ».